# Puketu Island
Puketu Island ist eine kleine Insel in der Region Northland im Norden der Nordinsel von Neuseeland.

## Geographie
Puketu Island befindet sich in der Doubtless Bay, rund 705 m ostnordöstlich der Mündung des Awapoko River in die Bucht und rund 2,2 km nordwestlich von Taipa, einer kleinen Küstensiedlung, die zu der Kette von Küstenerholungsorten gehört, die unter dem Namen Taipa-Mangonui bekannt sind. Die rund 40 m hohe Insel besitzt eine Flächenausdehnung von rund 1,9 Hektar bei einer Länge von rund 200 m in Nordnordwest-Südsüdost-Richtung und einer Breite von rund 145 m in Ost-West-Richtung. Zum felsigen Ufer des Festlandes und zum Sandstrand der Bucht liegt die Insel rund 90 m bzw. 210 m entfernt.